# The Voice of Finland
The Voice of Finland är en finsk sångtävling. Programledare är Heikki Paasonen och domare är Elastinen, Sanni, Arttu Wiskari och Maiju Vilkkemaa(finländska artister). Underhållningsprogrammet hade premiär den 30 december 2011 på den finska kanalen Nelonen, som betyder Fyran. Programmets första skede går av stapeln i Konstfabriken i Borgå och resten spelas in i Logomo i Åbo. Säsong 14 har premiär i början av 2025.